# Chiapas
Chiapasⓘ – stan położony w południowej części Meksyku. Chiapas graniczy na zachodzie ze stanami Veracruz oraz Oaxaca, na północy z Tabasco, na wschodzie z Gwatemalą. Południową granicę wyznacza wybrzeże Oceanu Spokojnego.

## Podział administracyjny
Stan dzieli się na 111 gmin (hiszp. municipios).

## Historia
Ocenia się, że teren ten był zamieszkany przez ludzi już ok. 600 r. n.e. Chiapas znajdowało się wtedy w sercu kultury Majów, którzy pozostawili po sobie wiele zabytków. Najbardziej znane miasta-państwa dawnych Majów na terenie Chiapas to m.in.: Palenque, Toniná, Bonampak, Yaxchilán czy Tenam Puente. Po okresie wspaniałego rozwoju miasta-państwa Majów z niewiadomych przyczyn pogrążyły się w upadku. W XV stuleciu nad regionem dominowali Aztekowie, którzy jednak nigdy nie zdołali narzucić swojej władzy przybyłym tu po Majach Indianom Chiapa.
Wraz z przybyciem Hiszpanów wywiązały się tutaj zacięte walki pomiędzy tubylcami a konkwistadorami. Hiszpanie dopiero po 6 latach prób (1522–1528) zdołali założyć pierwsze stałe osiedle w tym rejonie, była to osada Villa Real (obecne San Cristóbal de las Casas). Po podboju Chiapas stanowiło administracyjnie część Gwatemali. W XVII stuleciu mimo zadomowienia się tutaj Europejczyków ciągle wybuchały starcia z Indianami, którzy nigdy nie chcieli się pogodzić z obcą dominacją. W 1712 r. wybuchło krwawe powstanie przeciwko niewolnictwu i innym formom wykorzystywania miejscowej ludności.
Kiedy Meksyk walczył o niepodległość, region Chiapas był silnie powiązany z Gwatemalą i nie od razu poparł jego żądania suwerenności. Dopiero w 1824 r. w wyniku plebiscytu mieszkańcy opowiedzieli się za wejściem regionu w unię z Meksykiem. Pomimo protestów Gwatemali Chiapas zostało całkowicie włączone do Meksyku w 1841 r.
W XIX w. istniały tu liczne napięcia społeczne pomiędzy lokalnymi posiadaczami ziemskimi a indiańskim chłopstwem. Rewolucja meksykańska z 1910 r. nie wywarła wielkiego wpływu na stan. Chłopi pomimo żądań rozparcelowania wielkich majątków nie przyłączyli się do walki.
Po zakończeniu rewolucji rządząca autokratycznie partia PRI zawarła sojusz z ziemiaństwem z Chiapas i zablokowała wszelkie reformy. Sam stan natomiast pozostawał jednym z najbiedniejszych regionów kraju z jedną z najliczniejszych społeczności indiańskich. Nierozwiązane problemy społeczne znalazły swe ujście 1 stycznia 1994 r., kiedy to rozpoczęło się w stanie Chiapas powstanie ludności indiańskiej, znane jako powstanie zapatystów, walczącej o swą godność, prawa i możliwość przetrwania w skostniałej strukturze własności ziemi. Konflikt trwał głównie w czasie, gdy prezydentem był Ernesto Zedillo Ponce de León, który rozpoczął sprawowanie władzy w grudniu 1994. Po zmianie prezydenta doszło do podpisania porozumienia z rządem i nastała krucha równowaga. Ruch zapatystów (zob. Subcomandante Marcos) wspierany jest m.in. przez Sprawiedliwy Handel (Fair Trade). Mimo kolejnych obietnic administracji rządowej napięcie społeczne w Chiapas istnieje cały czas a problemy pozostały nadal nie rozwiązane.

## Warunki klimatyczne i geograficzne
Wybrzeże nad Pacyfikiem ma charakter równinny. Na północy nadbrzeżna równina, która bierze swój początek w Tabasco rozciąga się do Chiapas. Wysokie pasmo górskie Sierra Madre ciągnie się od północno-zachodniego kierunku na południowy wschód. Najwyższym szczytem jest wulkan Tacaná (4093 m), który leży przy granicy z Gwatemalą. Z północno-zachodniej części stanu wypływa rzeka Grijalva, która przepływa przez środek stanu i ma swoje ujście w Zatoce Campeche. Wzdłuż rzeki znajdują się trzy główne zapory wodne. Godny zauważenia jest także utworzony przez rzekę wąwóz Cañon del Sumidero. W samym środku Chiapas uformowała się rozległ wyżyna.
Temperatura nie ulega większym zmianom w ciągu roku i zależy głównie od wysokości nad poziomem morza. Północna część stanu jest względnie sucha z małymi opadami, natomiast południowa część ma bardziej wilgotny charakter. Średnia temperatura wynosi 20 °C, ale nierzadko osiąga 40 °C, a nawet 0 °C.
We florze licznie reprezentowane są tutaj storczykowate i ananasowate. Na wybrzeżu występuje roślinność namorzynowa, natomiast w pozostałej części kraju głównie lasy deszczowe. Z fauny zwierzęcej występują tu m.in. jaguary, latające wiewiórki, małpy, tukany, tapiry i papugi. Ponadto przy wybrzeżu pacyficznym spotyka się krokodyle i liczne gatunki ptaków.

## Gospodarka
Najważniejszymi gałęziami gospodarki Chiapas jest wydobycie ropy naftowej oraz małoobszarowe rolnictwo. Stan Chiapas jest największym meksykańskim producentem kawy.
Przemysł w Chiapas jest rozwinięty na niewielką skalę. W 2002 r. otwarto tu pierwszą fabrykę z rodzaju tzw. maquiladoras o profilu włókienniczym, której działalność ma być zorientowana na eksport do USA.
Wielu mieszkańców stanu nie ma dostępu do bieżącej wody ani do elektryczności. Płace są tu na jednym z najniższych poziomów w całym Meksyku.
Jeżeli chodzi o rolnictwo to uprawia się tu głównie kawę i kakao. Ponadto: trzcinę cukrową, bawełnę, banany i inne owoce. Niewielkie części stanu są używane w celach hodowlanych (głównie drób i trzoda mleczna). Ważne zajęcie ludności stanowi rybołówstwo (głównie krewetki).
Oprócz wspominanej wcześniej ropy naftowej znajdują się tu złoża: gazu ziemnego, żelaza, uranu, boksytów i miedzi. Około jedna trzecia meksykańskiego eksportu ropy naftowej pochodzi z Chiapas.
Ważną część gospodarki stanowi także produkcja drzewna (wyrąb puszczy tropikalnej).

## Turystyka
W Chiapas znajdują się m.in. takie atrakcje turystyczne jak: 
- Palenque – sukcesywnie odbudowywane ruiny miasta Majów,
- Cañón del Sumidero – wąwóz położony nieopodal Tuxtla Gutiérrez ze ścianami ciągnącymi się na wysokość 1200 m,
- Laguna Miramar – dziewicze jezioro dla ekoturystów,
- Wodospady Agua Azul i rozlewisko Agua Clara,
- Wodospad Misol-Ha.

Doskonałym miejscem na kilkudniowy wypoczynek jest San Cristóbal de Las Casas, a amatorzy fauny i flory powinni odwiedzić jeden z najlepszych ogrodów zoologicznych w Tuxtla Gutiérrez, gdzie zgromadzono wszystkie zwierzęta zamieszkujące ten stan.

## Galeria

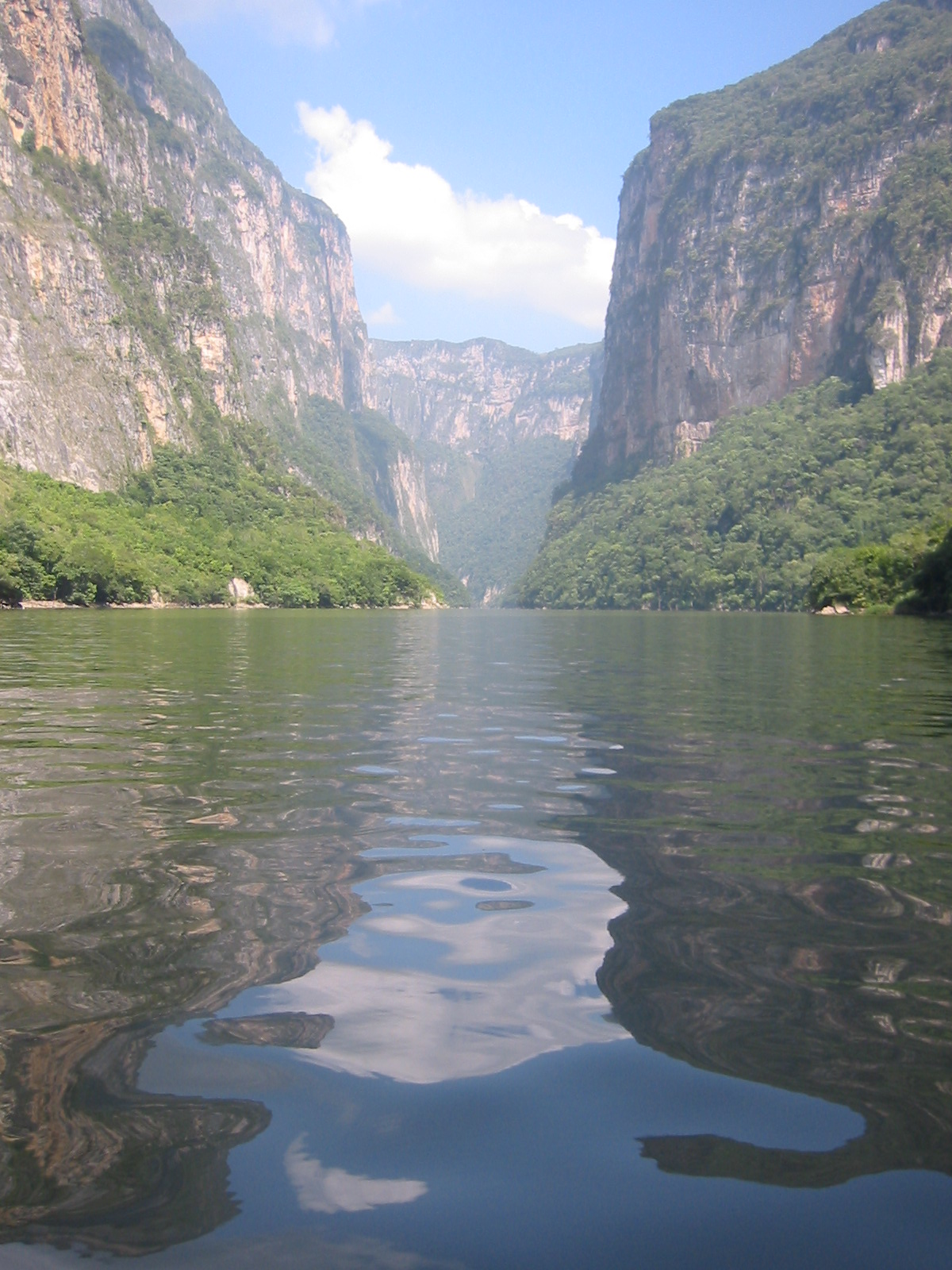
Cañón del Sumidero
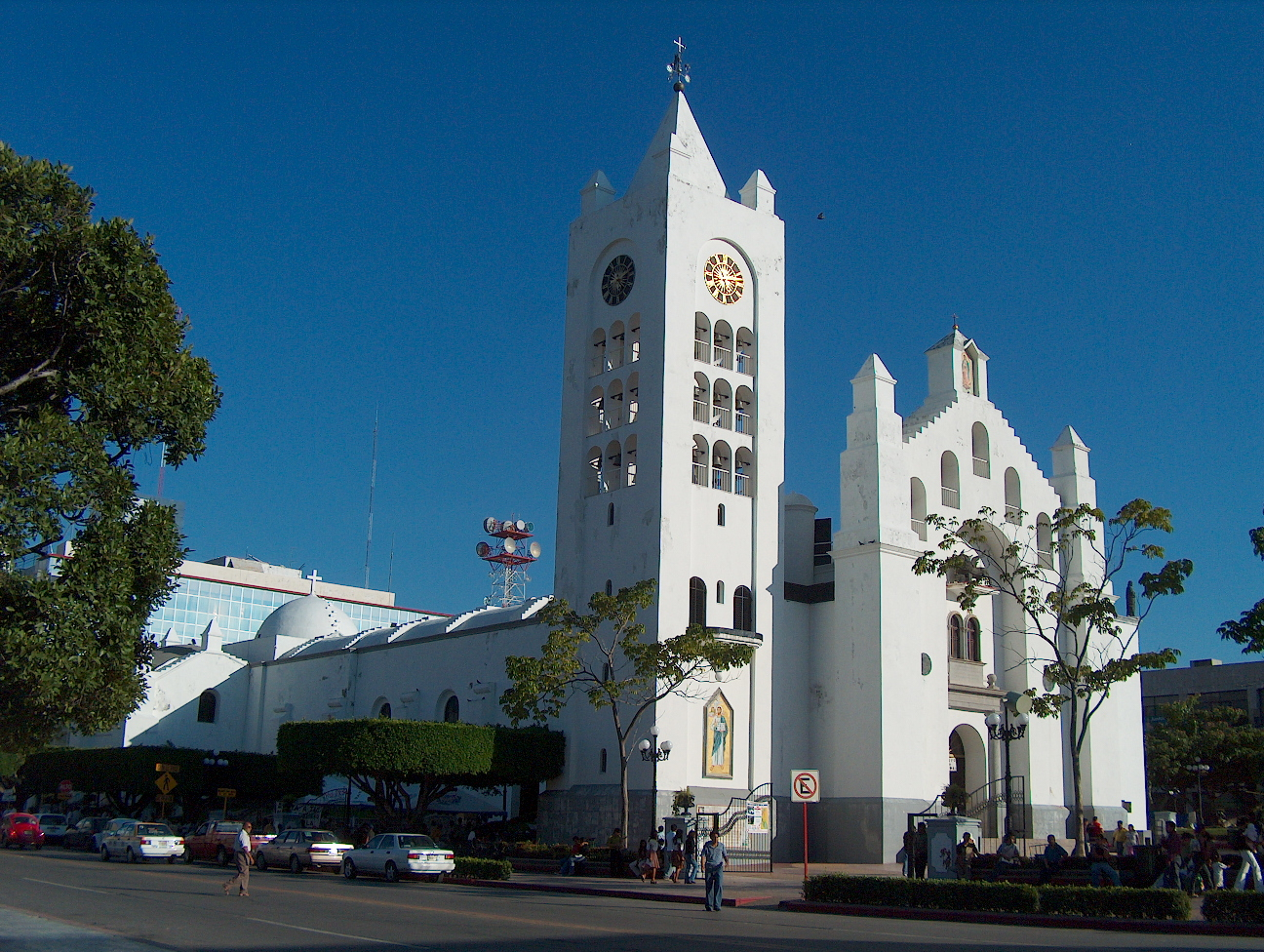
Tuxtla
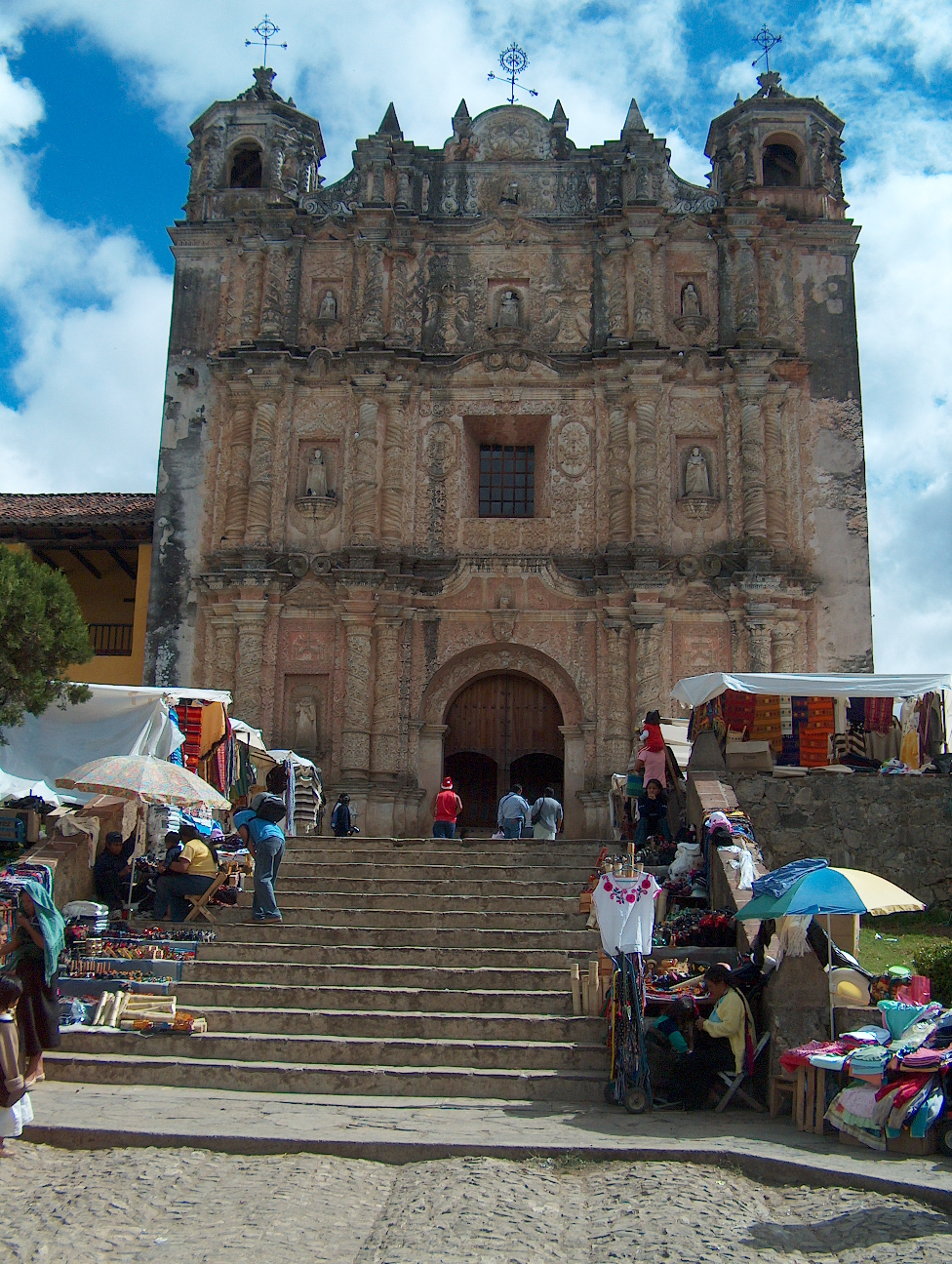
San Cristóbal de Las Casas
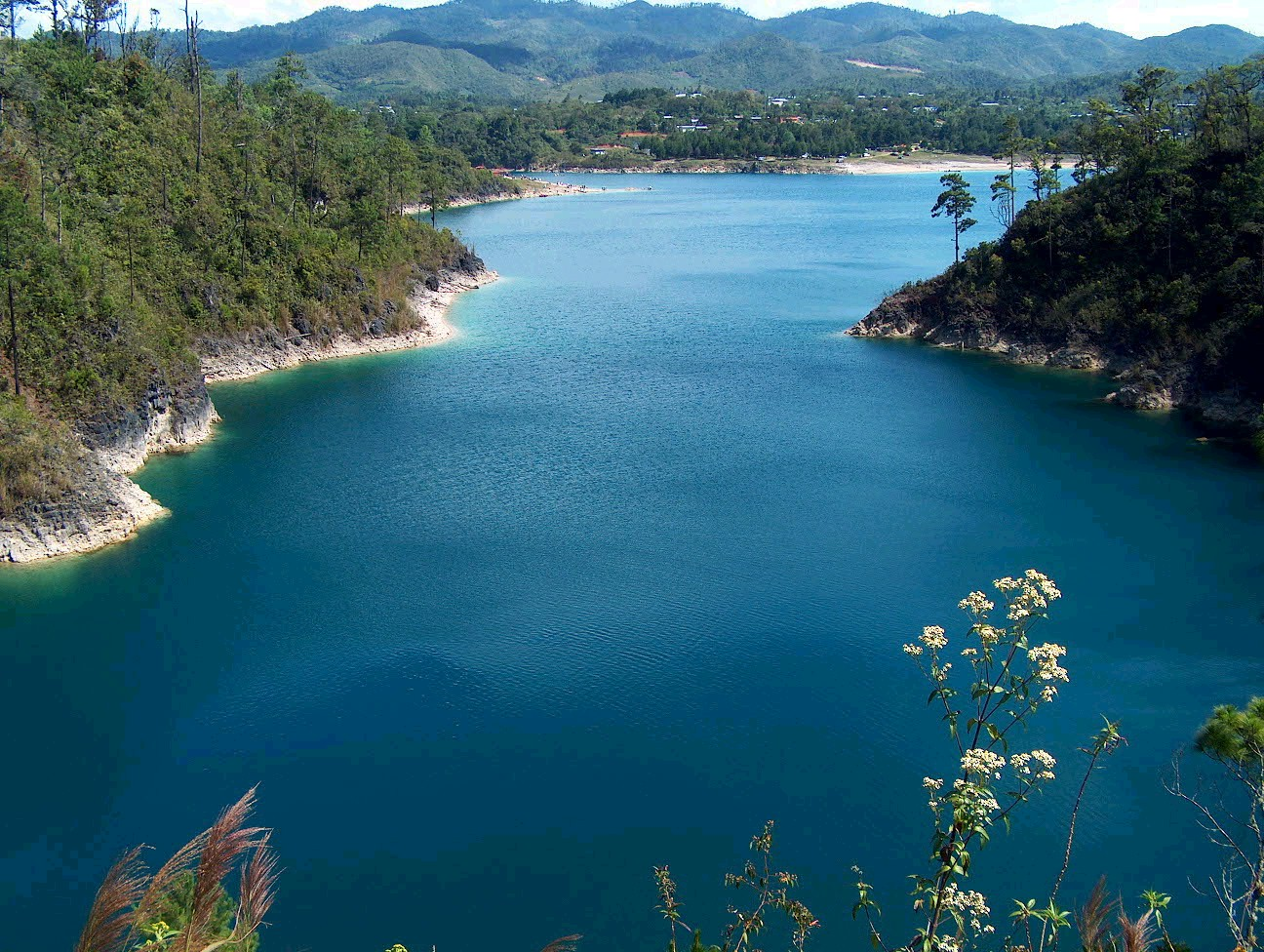
Montebello